# Jorell Crisostomo
Jorell Crisostomo (* 25. April 2000 in Manila) ist ein philippinischer Eishockeyspieler, der seit 2022 bei den Manila Hawks in der philippinischen Liga spielt.

## Karriere
Jorell Crisostomo, der die Grade School der Ateneo de Manila University besuchte, begann seine Karriere bei den Manila Sharps in der Manila Ice Hockey League. 2017 ging er nach Kanada, wo er für die London Lakers in der Greater Metro Hockey League spielte, die ihn beim GMHL-Draft des Jahres in der siebten Runde an Gesamtposition 176 ausgewählt hatten. 2022 wechselte er in die philippinische Eishockeyliga. Dort steht er bei den Manila Hawks auf dem Eis.

### International
Für die philippinische Nationalmannschaft spielte Crisostomo erstmals bei den Südostasienspielen 2017, als ihm mit den Philippinen der Sieg gelang. Danach stand er bei der Weltmeisterschaft 2023 in der Division IV auf dem Eis, als der Aufstieg in die Division III geschafft wurde.

## Erfolge und Auszeichnungen
- 2017 Goldmedaille bei den Südostasienspielen
- 2023 Aufstieg in die Division III, Gruppe B, bei der Weltmeisterschaft der Division IV